# Никитин, Дмитрий Алексеевич
Дмитрий Алексеевич Никитин — советский хозяйственный и государственный деятель, Герой Социалистического Труда.

## Биография
Родился в 1933 году на территории современной Липецкой области. Член КПСС.
В 1957—1992 — слесарь-сборщик, бригадир слесарей-сборщиков Карачаровского механического завода Главмосстроя.
Указом Президиума Верховного Совета СССР от 11 декабря 1970 года присвоено звание Героя Социалистического Труда с вручением ордена Ленина и золотой медали «Серп и Молот».
Делегат XXIV съезда КПСС.
Умер в 1992 году в Москве.

## Награды и звания
- Герой Социалистического Труда (11.12.1970)
- Орден Ленина (11.12.1970)
- Орден Знак Почёта (11.08.1966)